# 劉玄佐
劉 玄佐（りゅう げんさ、735年 - 792年）は、唐代の軍人。宣武軍節度使。もとの名は洽。本貫は滑州匡城県。

## 経歴
若くして才気にすぐれ、生業をおさめなかった。県の捕盗吏となったが、法に違反して笞打たれて死にかけ、亡命して従軍した。大暦年間、永平軍牙将となった。李霊曜が汴州に拠ると、劉洽は兵を率いてその虚に乗じて、小道から宋州に入って占拠した。詔により宋州は永平軍に属することとなり、節度使の李勉の上奏により劉洽は臨時の宋州刺史となった。建中2年（781年）、御史中丞・宋亳潁節度使を兼ね加えられた。
淄青節度使の李正己が死去し、その子の李納が父の死を隠して反乱を起こした。しかし李洧が徐州で帰順したため、李納は兵を派遣して徐州を包囲した。劉洽は諸軍とともに李洧の援軍となり、反乱軍と白兵戦し、これを破った。1万人あまりを斬首した。これにより運輸の道が開通し、劉洽は御史大夫の位を加えられた。さらに濮州を奪回し、濮州の将の楊令暉を降した。濮州の将の高彦昭を降し、濮陽津を開通させた。劉洽は検校兵部尚書に転じ、曹濮観察使を兼ねた。ほどなく淄青兗鄆招討使を加えられ、さらに汴滑都統副使を加えられた。
李希烈が汴州を攻めると、劉洽は連戦して、反乱軍を撃退した。興元元年（784年）、検校尚書左僕射を進め加えられ、平章事を加えられた。李希烈が寧陵を包囲したが、劉洽の部下の大将の劉昌言が堅守して下らなかった。李希烈が陳州を攻めると、劉洽は劉昌言を派遣して諸軍とともに陳州を救援した。反乱軍を破り、李希烈の部将の翟崇暉を捕らえた。李希烈が汴州を放棄すると、劉洽は軍を率いて汴州を奪回し、汴宋節度を加えられた。ほどなく本管および陳州諸軍行営都統に任じられ、玄佐の名を賜った。この年、玄佐は長安に入朝し、さらに涇原四鎮北庭等道兵馬副元帥に任じられ、司空を検校した。
玄佐は贅沢で派手好きな性格で、財を軽んじて義を重んじ、軍士に厚く褒賞を与えたので、人民はますます困窮した。さらに玄佐は小吏の張士南や養子の楽士朝を寵愛し信任して、巨万の財物を与えていた。貞元8年（792年）3月、死去した。楽士朝が玄佐の妾と私通しており、その発覚を恐れて毒殺したものという。享年は58。太傅の位を追贈された。諡は壮武といった。

## 子女
- 劉士寧[5][7]
- 劉士幹[5][7]

## 伝記資料
- 『旧唐書』巻145 列伝第95
- 『新唐書』巻214 列伝第139